# NGC 6502
NGC 6502 (другие обозначения — ESO 103-2, AM 1759-652, PGC 61352) — галактика в созвездии Павлин.
Этот объект входит в число перечисленных в оригинальной редакции «Нового общего каталога».